# Oskar C. Posa
Répertoire
Lieder
Oskar C. Posa, né le 16 janvier 1873 à Vienne et mort dans la même ville le 13 mars 1951, est un compositeur, maître de chapelle et professeur autrichien de musique classique, auteur de nombreux Lieder.

## Biographie
Le père du musicien, Oskar Posa, est originaire de Bohême et sa mère viennoise. Oskar C. Posa étudie d'abord le droit, mais choisit une carrière musicale. Il étudie le piano puis la composition avec Olto Bach, Ignaz Brüll et Robert Fuchs.
Sa sensibilité poétique et littéraire lui fait composer plus de soixante-dix Lieder sur des poèmes en allemand, parfois orchestrés. 
Peu avant le tournant du XXe siècle, les deux premiers opus de Posa sont imprimés par les éditions Simrock à Berlin. À la même époque, Posa envoie quelques-unes des mélodies au célèbre basse néerlandais Johannes Messchaert (1857–1922), qui à son tour les présente au compositeur et pianiste Julius Röntgen avec qui il se produit depuis plus de dix ans. Messchaert et Röntgen les jouent en concert à Amsterdam, ce dernier ayant été conquis par la lecture des œuvres. Julius Röntgen entretien une correspondance avec Posa qui découle sur une forte amitié entre les deux musiciens. Les œuvres du jeune compositeur sont présentées à diverses occasions par le duo Messchaert–Röntgen. Sa Sonate pour violon est jouée au Festival de musique de Heidelberg en 1901, mais sans succès.
Posa est l'un des cofondateurs de l'Association des compositeurs viennois où se réunissaient régulièrement Richard Strauss, Alexander Zemlinsky (le président), Karl Weigl, Franz Schmidt, Posa (secrétaire) et Arnold Schoenberg (suppléant du président). Le mémorandum de la fondation qu'ils signèrent n'a pas été rédigé par Schoenberg comme on l'a longtemps pensé, mais par Oskar C. Posa lui-même. Le mémorandum est paru le 23 avril 1904 dans la Neue Freie Presse. C'est dans la correspondance entre Posa et Julius Röntgen, en date du 18 avril 1904 – soit cinq jours avant la publication du mémorandum de constitution – que se trouve un détail à même de rendre à Posa la paternité d'un document autrefois attribué à Arnold Schoenberg: « Je vous envoie également le mémorandum que j'ai écrit pour une association formée par des compositeurs viennois, dont je fais partie. » Le texte du mémorandum, publié anonymement, intègre certainement une transcription des idées de ses différents membres, notamment de Schoenberg, et en accord avec les pensées qui y sont exprimés.
Entre 1911 et 1913, il est chef d'orchestre à l'opéra de Graz, où il dirige aussi le répertoire symphonique. 
Posa, après son doctorat à Vienne est nommé professeur à l'Académie d'État.

## Œuvres
- Quatre Lieder, opus 1 (pub. 1899 Berlin, Simrock) Sur des poèmes de Ricarda Octavia Huch (1864–1947).

1. Heimweh
2. Heimkehr
3. Du [Toi][4]
4. Ende

- Quatre Lieder, opus 2 (pub. 1899 Berlin, Simrock)

1. Scheiden und Meiden
2. Das Blatt im Buche
3. Weberlied
4. Irmelin Rose

- Cinq Lieder, opus 3 (pub. 1899 Berlin, Simrock) Sur des poèmes de Detlev von Liliencron (1844-1909).

1. Du hast mich aber lange warten lassen
2. Tiefe Sehnsucht
3. Goldammer
4. In einer großen Stadt
5. Der Handkuss

- Quatre Lieder, opus 4 (pub. 1900 Berlin, Simrock) Sur des poèmes de Richard Dehmel.

1. Menschentorheit
2. Sehnsucht
3. Narcissen
4. Beschwichtigung

- Six Lieder, opus 5 (pub. 1900 Berlin, Simrock) Sur des poèmes de Ricarda Octavia Huch, Emil Rudolf Osman Prince de Schönaich-Carolath (no 5) et Carl Spitteler (no 6).

1. Der letzte Abend
2. Sehnsucht[5]
3. Verstoßen
4. Hast du mich lieb?
5. Lied der Ghawâze
6. Die Mittagsfrau

- Cinq Lieder, opus 6. Sur des textes de Detlev von Liliencron.

1. Ich liebe dich[6]
2. Verbotene Liebe
3. Und ich war fern.
4. Frühling.
5. Die gelbe Blume

- Sonate pour violon et piano, opus 7 (pub. 1901 Berlin, Simrock)

- Cinq Soldatenlieder pour Baryton pour orchestre/piano, opus 8 (Pub. 1911 Leipzig, Zimmermann) Texte de Detlev von Liliencron

1. Tod in Aehren
2. Kleine Ballade
3. Erwartung
4. In Erinnerung
5. Mit Trommeln und pfeifen

- Bruder Liederlich pour Baryton pour orchestre/piano, opus 9 (pub. 1911 Leipzig, Zimmermann) Sur des poèmes de Detlev von Liliencron
- Quatre Chants pour voix et piano, opus 10 Texte de Detlev von Liliencron

1. Sehnsucht
2. Am Waldesausgang

- Huit Lieder, opus 11 (pub. 1911, Leipzig, Zimmermann) Texte de Theodor Storm.

1. Elisabeth

- Cinq Lieder pour voix et piano, opus 12

1. Mondlicht

- Thème, Variations et Fugue pour piano, opus 13 (Pub. 1911 Leipzig, Zimmermann)

- Huit poèmes de Hans Kyser, pour voix grave et piano, opus 14 en deux volumes (pub. 1914 Leipzig, Zimmermann)

1. Der Schatten Gottes
2. Frauenbildnis
3. Frühling
4. Dissonanz

- Sept Märchenlieder pour soprano et piano, opus 15

- Cinq Lieder pour voix medium et orchestre, opus 16 (Manuscrit) Sur des poèmes de Conrad Ferdinand Meyer, Gottfried Keller et Christian Morgenstern.

1. Das heilige Feuer. Texte de Conrad Ferdinand Meyer
2. Das bittere Trünklein
3. Geübtes Herz. Texte de Conrad Ferdinand Meyer
4. Christus klagt. Texte de Christian Morgenstern
5. Alle. Texte de Conrad Ferdinand Meyer

- Edward, Ballade irlandaise pour baryton et orchestre (Manuscrit). Texte de Johann Gottfried von Herder (1744-1803).

en manuscrits
- Page d'album en sol mineur, pour piano
- Psaume 130 Seigneur, écoute ma voix, pour chœur mixte à quatre voix a cappella (Manuscrit)

- Andante pour cor et piano en ré mineur

### Arrangement
- Dvořák, Largo de la Symphonie «Du nouveau Monde», arrangé pour piano (Pub. 1900 New York, G. Schirmer)